# Dazbee
Dazbee (ダズビー Dazubii, * am 17. Januar 1996 in Daegu) ist eine südkoreanische Utaite.

## Werdegang
Dazbee startete im Jahr 2011 im Alter von 15 Jahren ihre musikalische Karriere als Utaite, eine Sängerin die Lieder covert und auf Webvideoplattformen veröffentlicht, unter ihrem ersten Pseudonym Dazkin. Dieses Pseudonym legte sie Anfang 2012 aufgrund einer Verwechslungsgefahr mit einem japanischen Spielzeugherstellers ähnlichen Namens ab und arbeitet seither unter ihrem heutigen Künstlernamen.
Obwohl sie in Südkorea lebt, covert sie hauptsächlich Lieder in japanischer Sprache. Durch Anime wurde ihr Interesse an der japanischen Kultur geweckt.
Nachdem sie bis 2022 eigenständig zahlreiche Coverstücke veröffentlichte und im Jahr 2018 ihr erstes Album sincere veröffentlichte, wurde Dazbee vom japanischen Zweig des Musiklabels Universal Music unter Vertrag genommen. Ihr Major-Debüt folgte mit der Veröffentlichung des Minialbums Remindful.One, welche eine Notierung in den japanischen Digitalcharts von Oricon erreichen konnte. Dazbee sang mit Ibitsu na Kotoba das Lied im Vorspann zur Anime-Fernsehserie Endo and Kobayashi Live!. Eine Remixversion ihres Liedes Bambi ist im Rhythmusspiel DJMax Respect spielbar.
Ende März 2023 veröffentlichte Dazbee mit Time After Time eine Single in koreanischer Sprache, welches von der koreanischen Band Sweden Laundry getextet, komponiert und arrangiert wurde. Für den 27. September 2023 wurde die Veröffentlichung des Major-Debütalbums orbit angekündigt. Dieses erreichte eine Woche nach der Veröffentlichung Platz 35 in den japanischen Albumcharts von Oricon.

## Diskografie
Alben
- 2018: Sincere (Coveralbum, Selbstverlag)
- 2022: Remindful.One (EP, Universal Music Japan)
- 2022: Remindful.Two (EP, Universal Music Japan)
- 2023: Orbit (Universal Music Japan)